# 中野百老匯
中野百老匯商店街（日语：／ Nakano Burodowei），是日本東京都中野區的一條著名商店街。位於東京都中野區中野五丁目，是一棟複合式的建築，較低樓層是商場（B1-4F），中高樓層則是公寓大廈。

## 簡介

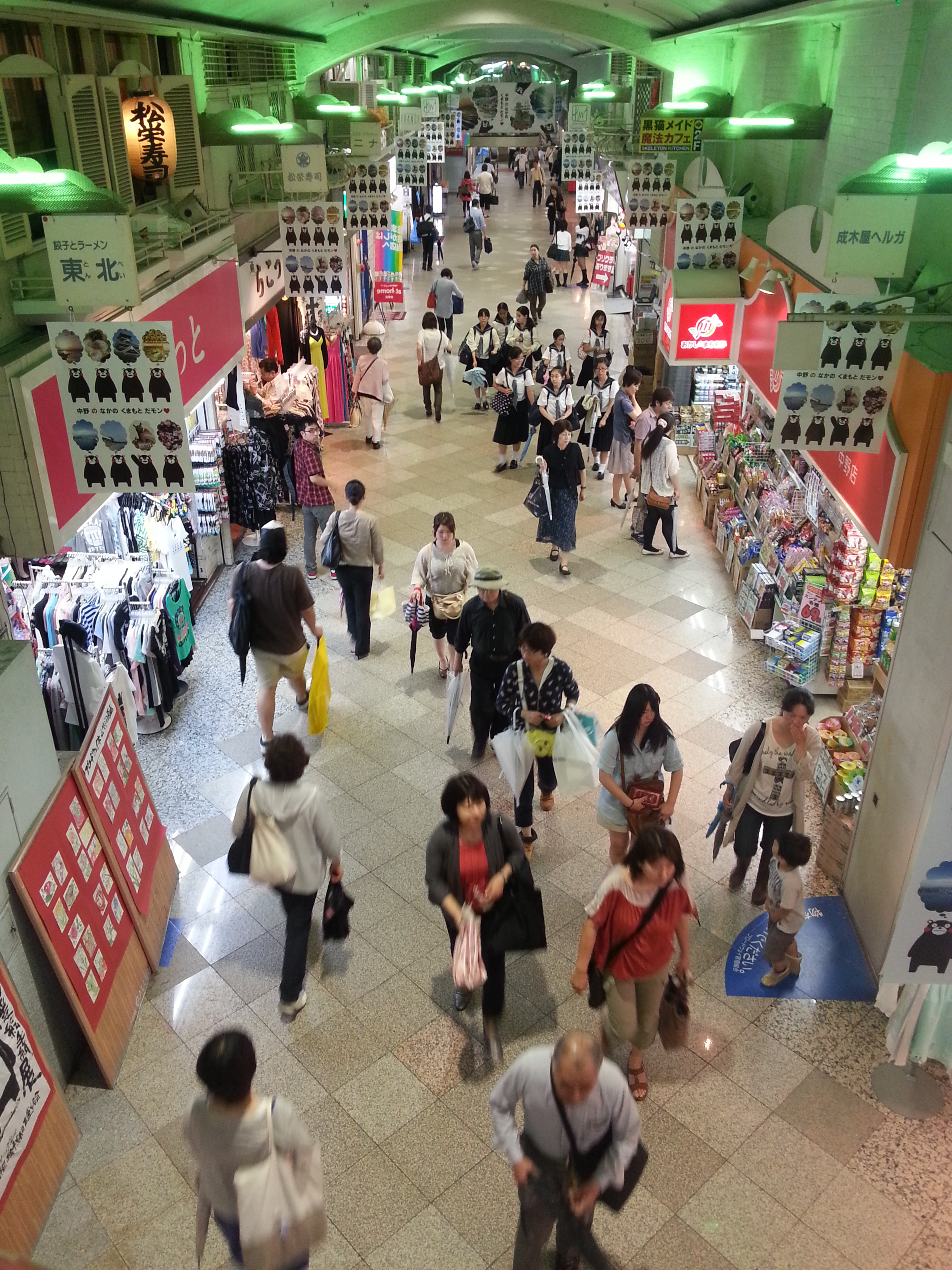
中野百老匯一樓賣場

百老匯於1966年開業，緊連著中野太陽購物中心商店街，直通中野車站北口，而另一頭的出口則是在早稻田通。
地下一樓設有西友百貨及生鮮賣場、藥妝店等；一樓則有二手3C用品、女僕酒吧、服飾店等；二至四樓則以販售漫畫、公仔、同人誌、電玩等相關用品為主。因此，也讓中野地區成為「次文化」的聖地，更讓商場變成知名的宅男天堂。

## 交通
從JR中央線快速･中央、總武緩行線、東京地下鐵東西線中野車站北口徒步五分鐘即可到達。

## 外部連結
- 中野ブロードウェイ (公式サイト) （页面存档备份，存于）（日語）